# Samarytanka (film 2003)
Samarytanka (Samaria) to południowokoreański film z 2003 roku w reżyserii Kim Ki-duka.

## Opis fabuły
Głównymi bohaterkami są nastolatki: Yeo-jin i Jae-yeong które próbują zdobyć pieniądze na wycieczkę do Europy. Aby osiągnąć cel, Jae-yeong prostytuuje się, zaś Yeo-jin pełni rolę jej sutenera, zdobywając klientów i pilnując na wypadek pojawienia się policji. Sytuacja komplikuje się, gdy policja robi nalot na hotel, w którym dziewczyny uprawiają swój proceder. Aby uniknąć złapania, Jae-yeong wyskakuje przez okno i wskutek niefortunnego upadku umiera w szpitalu.
Po śmierci Jae-yeong Yeo-jin obwinia się i oddaje pieniądze klientom, którzy korzystali z usług Jae-yeong, jednocześnie z nimi śpiąc. Przypadkowo ojciec Yeo-jin – policjant, dowiaduje się co robi jego córka. Rozpoczyna ją dyskretnie śledzić, zaś klientów bić. Ostatnie pobicie kończy się brutalnym morderstwem klienta jego córki. W końcu ojciec i córka wyjeżdżają na wieś, gdzie mimo iż obydwoje czują, że jest jakiś problem między nimi to nie potrafią tego wyartykułować. W końcu ojca dosięga prawo, lecz ma on nadzieję, że córka poradzi sobie w życiu samodzielnie.

## Obsada
- Kwak Ji-min – Yeo-jin
- Lee Eol – Yeong-ki (ojciec Yeo-jin)
- Han Yeo-reum – Jae-yeong (występuje jako Seo Min-jeong)
- Kwon Hyun-min – Sprzedawca
- Oh Young – Muzyk
- Im Gyun-ho – Delikatny mężczyzna
- Lee Jong-gil – Szczęśliwy mężczyzna
- Shin Taek-ki – Samobójca
- Park Jung-gi – Ofiara zabójstwa
- Kim Gul-seon – Drugi sprzedawca
- Seo Seung-won – Mężczyzna w wieku 30 lat
- Yoo Jae-ik – Przechodzień
- Jung In-gi – Ki-su
- Jeon Jin-bae – Policjant 1
- Yook Sae-jin – Policjant 2